# 忠护庙
忠护庙又名九公庙，位于中国安徽省黄山市歙县徽城镇渔梁社区、渔梁街西口入口处，座北朝南，三进三开间，占地面积约124平方米。该庙供奉九老爷、九相公，即汪华第九子汪献。门坊为砖石结构，双柱单间三楼式，上镌“敕建忠护庙”字样，梁枋上有木雕雀替，门楼砖雕已毁。忠护庙已列为歙县文物保护单位。